# وظیفه هیئت منصفه (فیلم ۱۹۹۵)
وظیفه هیئت منصفه (به انگلیسی: Jury Duty) فیلمی محصول سال ۱۹۹۵ و به کارگردانی جان فورتنبری است. در این فیلم بازیگرانی همچون پالی شور، تیا کریر، برایان دویل-موری، استنلی توچی، ایب ویگودا، چارلز نپیر، شلی وینترز، شان والن، ریچارد ادسون، ریچارد ریلی، ریچارد تی جونز، جک مک‌گی، نیک باکای، بیلی برد، ویلیام نیومن، شیوون فالون هوگان، ریک دوکومن و اندرو دایس کلی ایفای نقش کرده‌اند.